# Kolano biegacza
Kolano biegacza – bolesność w stawie kolanowym, jest bardzo częstym urazem występującym u sportowców.
W wielu przypadkach nie udaje się ustalić żadnej przyczyny bólu, niekiedy jest on spowodowany nadmiernym nawróceniem stopy.
Nadmierna pronacja powoduje przesadne skręcenie do wewnątrz, co sprawia, że rzepka ociera się o kość udową. Z czasem powtarzanie tego ruchu powoduje ból za rzepką, zwłaszcza podczas zbiegania z góry.
W celu złagodzenia bólu stosuje się kwas acetylosalicylowy lub silniejszy niesteroidowy lek przeciwzapalny.

Przeczytaj ostrzeżenie dotyczące informacji medycznych i pokrewnych zamieszczonych w Wikipedii.